# 极速前进拉丁美洲版2
《极速前进拉丁美洲版2》（西班牙語：The Amazing Race en Discovery Channel）是真人秀節目《极速前进拉丁美洲版》，預定將會播放的第二季。
本節目由拉丁美洲探索頻道攝製，內容關於多隊，各由兩位有既定關係的拉美人士組成的隊伍，為獎金二十五萬美元而進行拉丁美洲旅遊競爭的節目。
節目第二季的報名申請已於2010年2月8日完結，並預計於同年秋季播放。

## 外部連結
- 官方網頁 （页面存档备份，存于）（西班牙文）